# Astragalus gululsaranii
Astragalus gululsaranii är en ärtväxtart som beskrevs av Dieter Podlech. Astragalus gululsaranii ingår i släktet vedlar, och familjen ärtväxter. Inga underarter finns listade i Catalogue of Life.